# Karche-Zaacko
Karche-Zaacko (niedersorbisch Karchow-Zakow) ist ein Ortsteil der Stadt Luckau im Landkreis Dahme-Spreewald in Brandenburg.

## Geographie
Das Dorf liegt südwestlich vom Spreewald in der Region Niederlausitz im Süden des Landes Brandenburg, zwei Kilometer nordnordostwärts von Luckau, 14 Kilometer südwestlich von Lübben (Spreewald) und 43 Kilometer westnordwestlich von Cottbus. Etwas mehr als einen Kilometer nordnordwestlich befindet sich der zugehörige Wohnplatz Schollen.
Nachbarorte sind im Norden Kreblitz, im Nordosten Niewitz, im Osten Duben, im Südosten Egsdorf, im Süden Cahnsdorf, im Südwesten Luckau, im Westen Wierigsdorf und im Nordwesten Gießmannsdorf.

## Geschichte
Erste urkundliche Erwähnungen finden sich für Schollen am 19./25. April 1299 als „Schollin“, für Zaacko am 3. Juli 1348 als „Zackow“ und für Karche mit Datum 11. August 1452 als „Karchaw“, 1527 dann als „Karcho“. Schollen stammt aus der sorbischen Sprache und bedeutet entweder „Siedlung eines Mannes namens Skola“ oder „Siedlung auf gestützten Pfählen“, der Ortsname Zaakow bedeutet „Siedlung eines Mannes mit dem Namen Tschack“ und Karche bedeutet „Siedlung eines Mannes mit dem Namen Korch“.
Ab 1815 wurden die Dörfer dem neugeschaffenen Regierungsbezirk Frankfurt in der Provinz Brandenburg zugeordnet und waren ab 1816 ein Teil des neu gebildeten Kreises Luckau.
Am 1. Juli 1950 wurde die bis dahin eigenständige Gemeinde Schollen nach Karche eingemeindet. Seit 1952 gehörten Karche und Zaacko zum Kreis Luckau im Bezirk Cottbus. Am 1. Januar 1957 fusionierten Karche und Zaacko zur neuen Gemeinde Karche-Zaacko. Am 17. Mai 1990 wurde der Kreis in Landkreis Luckau umbenannt und im Rahmen der Wiedervereinigung der bisherige Bezirk Cottbus aufgelöst. Ab dem 25. Mai 1992 bildete die Gemeinde Karche-Zaacko zusammen mit 15 weiteren Gemeinden und der Stadt Luckau das neugeschaffene Amt Luckau.
Am 6. Dezember 1993 kam das Dorf im Rahmen der Kreisreform in Brandenburg zum Landkreis Dahme-Spreewald und am 31. Dezember 1999 wurde die Gemeinde Karche-Zaacko zusammen mit fünf weiteren Orten in die Stadt Luckau eingegliedert.